# Ясениця-Сільна
Ясени́ця-Сі́льна — село Дрогобицького району Львівської області на березі річки Шумівки. Межує з селами Дережичі, Попелі, Нагуєвичі, Унятичі. Мікротопоніми: Мішище, Радичів, Гутин, Татарщина, Татарська Гора, Воротищі, Дуброва, Волотопи, Ниви, Мацькові Ниви, Зади, Магур, Ковбаса, Ченча, Луки, Солоний, Порубище, Багно. У селі є дві церкви, Церква Різдва Пресвятої Богородиці ПЦУ та Церква Миколая Чарнецького УГКЦ. Також у селі є стародавня каплиця яка була побудована на честь скасування кріпацтва.

## Історія
Село засноване 1110 року.
В XVI ст. селяни мали повинність возити до Бані-Котівської королівської солеварні по три вози дров на тиждень. Згодом цю повинність зменшили до одного воза дров на тиждень. В 1565—1566 рр. налічувалось 36 панв для виварювання солі. Після приєднання Галичини до Австро-Угорщини 1867 року кількість панв значно зменшилась. У XVIII ст.[уточнити] уряд закрив солеварню.
У часи середньовіччя y Польщі на землях Галицького князівства були шахти королівські у Тураві Сольні, Старій Солі, Ясениці, Модричах, Стебнику, Сільці, Трускавці, Калуші i Солотвині, які працювали з римських часів.
На сьогоднішній день в селі є кілька соляних джерел і одна соляна криниця.
У 1950-х роках працювала цегельня.

## Населення
| Національність//рік | 1830 | 1880 | 1913 | 1939 | 1989 | 2007 |
| ------------------- | ---- | ---- | ---- | ---- | ---- | ---- |
| Українці            | 1587 | 1298 | 1987 | 2390 | 1859 | 1402 |
| Поляки              | -    | -    | 6    | 10   | -    | -    |
| Євреї               | -    | -    | 6    | 20   | -    | -    |
| Латинники           | -    | -    | -    | 10   | -    | -    |
| Німці               | -    | -    | -    | 10   | -    | -    |

### Мова
Розподіл населення за рідною мовою за даними перепису 2001 року:
| Мова       | Кількість | Відсоток |
| ---------- | --------- | -------- |
| українська | 1425      | 100%     |

## Відомі люди
- В селі народився командант Легіону УСС Стронський Микола.
- У 1862—1864 в місцевій школі навчався Іван Франко і жив у Кульчицького Павла Миколайовича (1832 - 1872), брата матері І. Франка.
- Народилася мати Івана Франка [Архівовано 16 листопада 2018 у Wayback Machine.] Марія Кульчицька (1835—1872).
- Іван Кобилецький (1873–1945) –  український правник, адвокат, історик-джерелознавець, збирач народних прислів’їв і приказок, мемуарист, публіцист, редактор часописів, активний громадсько-політичний діяч у Галичині.
- Народився український дисидент Кобилецький Ярослав Володимирович (1928—1997), ініціатор створення «Об'єднання»
- В 1949 народився Сторонський Василь Миронович — український поет і композитор.
- Бродяк Степан Миколайович (1985—2014) — молодший сержант 80-ї окремої аеромобільної бригади, учасник антитерористичної операції на сході України, що запровадив О.Турчинов.
- Кобилецький Микола Мар'янович - український вчений-правознавець, фахівець з історії держави і права України; доктор юридичних наук, професор, завідувач кафедри адміністративного та фінансового права юридичного факультету, Заслужений професор Львівського національного університету імені Івана Франка.

1. ↑   https://boryslavrada.gov.ua/wp-content/uploads/2022/01/Dod1.Profil.pdf
2. ↑  Довідник поштових індексів України. Львівська область. Дрогобицький район. Архів оригіналу за 9 вересня 2016. Процитовано 25 січня 2016. [Архівовано 2016-09-09 у Wayback Machine.]
3. ↑  Дрогобичина: свідки епох. Енциклопедична книга-альбом. — Дрогобич: «Коло», 2012 р. — с.458
4. ↑  Stanisław Hwałek — «Górnictwo soli kamiennych i potasowych», Katowice 1971
5. ↑  Рідні мови в об'єднаних територіальних громадах України — Український центр суспільних даних